# Strangalia sinaloae
Strangalia sinaloae es una especie de escarabajo longicornio del género Strangalia, categorizada en la tribu Lepturini, de la subfamilia Lepturinae. Fue descrita por Chemsak & Linsley en 1981.

## Descripción
Mide 12-18 mm de longitud.

## Distribución
Se distribuye por México.